# Nhà thờ Hiển linh ở Pezinok
Nhà thờ Hiển linh ở Pezinok (tiếng Slovakia: Kostol Premenenia Pána v Pezinok), còn gọi là Nhà thờ Hạ, là một nhà thờ Công giáo tọa lạc ở trung tâm lịch sử của thị trấn Pezinok, vùng Bratislava, Slovakia. Nhà thờ nằm trên Quảng trường Tòa thị chính,  lối vào chính của nhà thờ ở phố Holubyho. Vào ngày 17 tháng 7 năm 1963, nhà thờ này được ghi danh vào Danh sách Di tích Trung ương theo quyết định của Bộ Văn hóa Cộng hòa Slovakia.

## Lịch sử
Khi tòa thị chính hoàn toàn do những người theo đạo Tin Lành quản lý vào năm 1655, họ quyết định xây dựng một nhà thờ trên địa điểm của tòa thị chính cũ. Nhà thờ này là Nhà thờ Hạ ngày nay. Vào thời điểm đó, các nhà thờ Tin Lành không được phép giống với các nhà thờ Công giáo, nhưng nhà thờ này là một ngoại lệ. Nhà thờ có một tháp chuông. Tòa tháp chuông này cũng được sử dụng làm một tòa tháp của thành phố, đảm nhiệm chức năng canh gác bảo vệ.
Nghi lễ đặt viên đá đầu tiên diễn ra vào ngày 12 tháng 8 năm 1655. Lễ thánh hiến nhà thờ này do một mục sư Tin Lành người Đức tên là Teodor Puchner cử hành vào ngày 27 tháng 3 năm 1659. Tuy nhiên, vào ngày 6 tháng 10 cùng năm, giáo dân Công giáo ở Pezinok đã lên tiếng, họ đệ đơn lên nhà vua vì nhà thờ đã vi phạm các quyền của họ. Hoàng đế Leopold I không thể giải quyết vấn đề này vì đang phải đối phó cuộc chiến với người Thổ Nhĩ Kỳ.
Năm 1753, các tu sĩ Dòng Tên đến Pezinok tiếp quản Nhà thờ Hạ. Vào ngày 26 tháng 4 năm 1760, Giám mục hiệu tòa của Esztergom lúc bấy giờ là Anton Révay đã thánh hiến nhà thờ. Lần trùng tu nhà thờ gần đây nhất diễn ra vào năm 1965.